# Новаковский, Марк Борисович
Марк Борисович Новаковский (22 марта (3 апреля) 1896, с. Войтово, Переяславский уезд, Полтавская губерния, Российская империя — 9 апреля 1978, Рига, Латвийская ССР, СССР) — советский военный, государственный, партийный и хозяйственный деятель.

## Биография
Родился 22 марта (3 апреля) 1896 в селе Войтово Переяславского уезда Полтавской губернии Российской империи (ныне село в составе Згуровской поселковой общины Броварского района Киевской области Украины).
С февраля 1917 года — в русской армии.
В мае 1917 года вступил в РСДРП(б).
С 1917 года по февраль 1918 года — в Красной Гвардии.
С февраля 1918 года по апрель 1919 года — на подпольной работе в Киеве.
С апреля 1919 года — заместитель начальника Политического отдела 3-й стрелковой дивизии.
С августа по декабрь 1919 года — военком 29-го, 391-го, 57-го, 323-го стрелкового полка.
С декабря 1919 года по февраль 1921 года — военком 75-й стрелковой бригады, 25-я стрелковая дивизия.
С февраля по май 1921 года — заместитель начальника Политического отдела 25-й стрелковой дивизии.
С мая 1921 года по апрель 1922 года — инспектор Политического отдела 1-го стрелкового корпуса.
С апреля по август 1922 года — заместитель начальника Политического отдела 1-й дивизии червонного казачества.
С августа 1922 года февраль 1923 года — начальник Политического отдела 1-й дивизии червонного казачества.
С февраля 1923 года по ноябрь 1924 года — в Политическом управлении Украинского военного округа.
С ноября 1924 года по 1926 год — начальник Политического отдела 19-й Тамбовской стрелковой дивизии. 
В 1926−1927 годах — слушатель Курсов усовершенствования высшего политического состава при Военно-Политической Академии им. Н.Г. Толмачёва.
В 1927−1929 годах — старший инспектор 1-го отдела Политического управления РККА.
С 1929 года по сентябрь 1930 года — заведующий Рубцовским окружным земельным отделом.
С сентября 1930 года по май 1931 года — заведующий Организационным отделом Барнаульского районного комитета ВКП(б), Западно-Сибирский край.
С мая по июль 1931 года — ответственный секретарь Барнаульского городского комитета ВКП(б), Западно-Сибирский край.
С июля 1931 года по 1933 год — ответственный — 1-й секретарь Щегловского — Кемеровского городского комитета ВКП(б), Западно-Сибирский край.
В 1933−1934 годах — секретарь комитета ВКП(б) строительства Сибирского завода сельскохозяйственного машиностроения в Новосибирске.
В 1934−1935 годах — второй секретарь Сталинского городского комитета ВКП(б), Западно-Сибирский край.
С 1935 года по июнь 1936 года — второй секретарь Магнитогорского городского комитета ВКП(б), Челябинская область.
С 22 июня 1936 года по 28 марта 1937 года — первый секретарь Областного комитета ВКП(б) Ойротской автономной области (Горно-Алтайской автономной области, ныне Республика Алтай).
С марта 1937 года по 1939 год — управляющий трестом «Росглавхлеб» в Новосибирске.
С 1939 года по июнь 1941 года — управляющий трестом «Росглавхлеб» в Рязани.
26 июня 1941 года арестован.
Осуждён к 8 годам лишения свободы.
С 1949 года по март 1955 года находился в ссылке в селе Мотыгино в Красноярском крае.
В марте 1955 года освобождён.
Умер 9 апреля 1978 года в Риге.